# Poros (Gluck)
Poros (título original en italiano, Poro) es una ópera seria con música del compositor alemán Christoph Willibald Gluck (Erasbach, 1714 - Viena, 1787) sobre un antiguo libreto en italiano de  Pietro Metastasio, Alejandro en la India. Se estrenó en el Teatro Regio de Turín el 26 de diciembre de 1744.

## Historia

### Antecedentes
Alejandro en la India (Alessandro nell’Indie) fue el cuarto de los cinco “dramma per musica” que el italiano Pietro Metastasio (1698 – 1782) escribió para el “Teatro delle Dame” de Roma entre 1727 y 1730, los otros cuatro fueron:  Didone abbandonata;  Siroe, re di Persia ;  Catone in Utica;  Semiramide riconosciuta y  Artaserse. 
Las fuentes que utilizó Metastasio para su drama fueron: una biografía de Alejandro Magno del historiador romano Quinto Curcio Rufo; el drama de Jean Racine titulado Alejandro Magno; y la obra del abate Claude Boyer titulada “Poro o la generosidad de Alejandro”.
Metastasio había escrito “Alejandro en la India” en 1726, pero no fue hasta 1729 que la dirección del “Teatro delle Dame” le encargó al compositor calabrés Leonardo Vinci (Strongoli, 1690 - Nápoles, 1730) que la musicara, estrenándose el 26 de diciembre.
Metastasio tuvo gran influencia sobre los compositores de ópera desde principios del siglo XVIII a comienzos del siglo XIX. Los teatros de más renombre representaron en este período obras del ilustre italiano, y los compositores musicalizaron los libretos que el público esperaba ansioso. Alejandro en la India es tal vez uno de los libretos que más éxito obtuvo, pues fueron más de 60 los compositores que le pusieron música.

### Representaciones

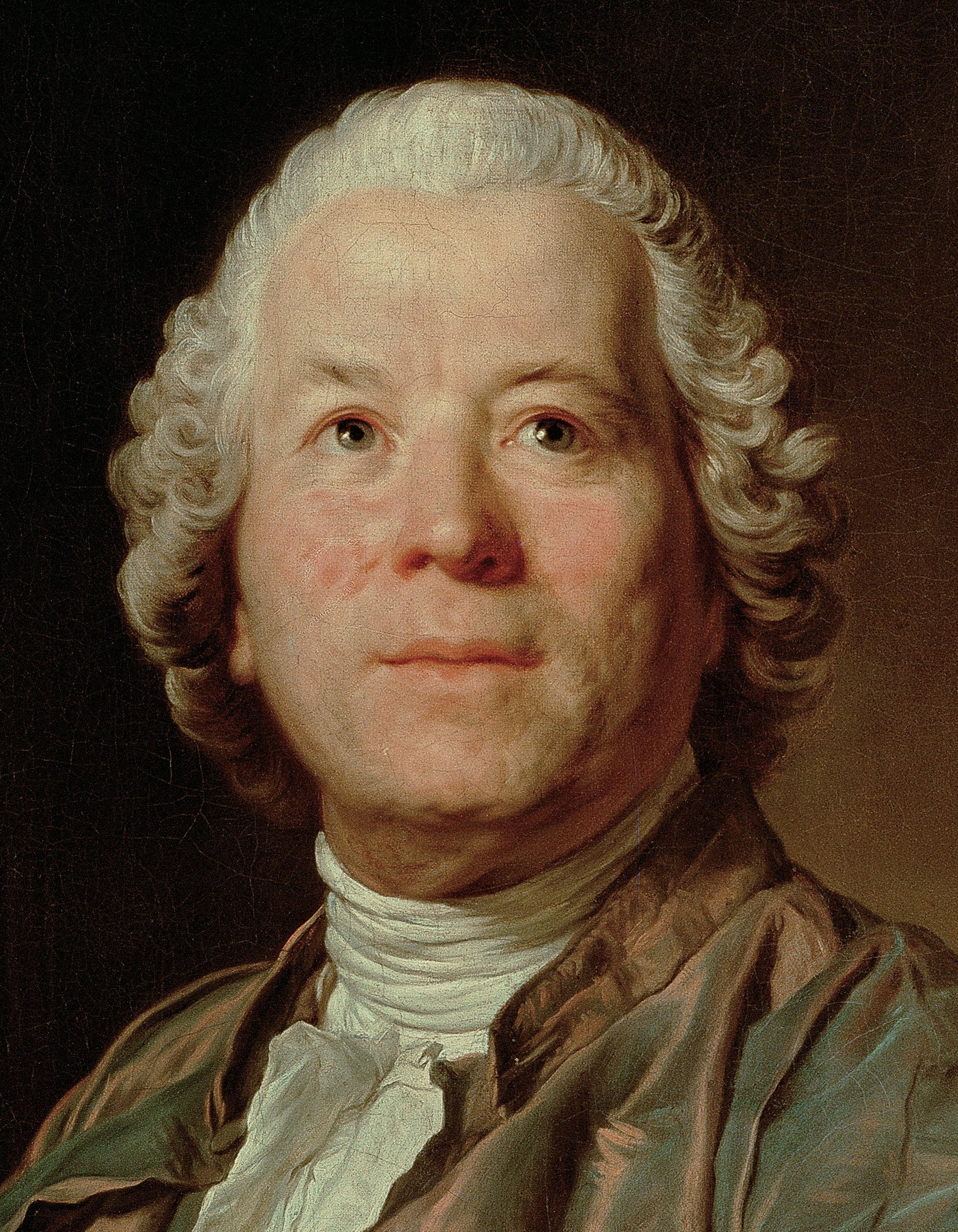
Christoph Willibald Gluck, detalle del retrato de Joseph Duplessis (1775), Kunsthistorisches Museum (Viena).

En 1744 el compositor alemán Christoph Willibald Gluck (Erasbach, 1714 - Viena, 1787) compuso una ópera sobre el mismo texto en italiano, pero con el nuevo título de Poro. El estreno tuvo lugar en el Teatro Regio (Turín), el 26 de diciembre.

## Personajes
| Personaje                                                      | Tesitura                       | Reparto el 26 de diciembre de 1744 Director: Giovanni Battista Somis |
| -------------------------------------------------------------- | ------------------------------ | -------------------------------------------------------------------- |
| Alejandro (rey de Macedonia y forjador de un imperio)          | tenor                          | Domenico Bonifacci                                                   |
| Poro (rey del indio del Panyab)                                | castrato                       | Mariano Nicolini (Marianino)                                         |
| Cleofide (princesa india, prometida de Poro)                   | soprano                        | Angiola Paghetti                                                     |
| Timagene (general de Alejandro)                                | contralto (papel con calzones) | Anna Maria Bianchi                                                   |
| Gandarte (general del ejército de Poro, prometido de Erissena) | sopranista                     | Giuseppe Gallieni                                                    |
| Erissena (hermana de Poro)                                     | soprano                        | Domenica Casarini Latilla                                            |

## Argumento

Imperio de Alejandro Magno (323 a. C.)

La historia se basa en la clemencia de Alejandro Magno hacia el derrotado  Poro, rey de lo que actualmente sería el territorio hindú del Panyab. La princesa india Cleofide pretende liberar a Poro, su prometido, enamorando a Alejandro... A la rivalidad política, complicada por la ambición del general Gandarte, se añade el inevitable conflicto del triángulo amoroso con la presencia de la princesa Cleofide, por cuya posesión compiten aquellos dos monarcas.